# Kórnik (gmina)
Kórnik – gmina miejsko-wiejska w województwie wielkopolskim, w powiecie poznańskim. W latach 1975–1998 gmina należała administracyjnie do województwa poznańskiego.
Siedzibą gminy jest Kórnik.
Według danych z 31 grudnia 2009 gminę zamieszkiwało 20 080 osób.
Na terenie gminy funkcjonuje prywatne lądowisko Żerniki.

## Struktura powierzchni
Według danych z roku 2002 gmina Kórnik ma obszar 186,58 km², w tym:
- użytki rolne: 62%
- użytki leśne: 26%

Gmina stanowi 9,82% powierzchni powiatu.

## Demografia

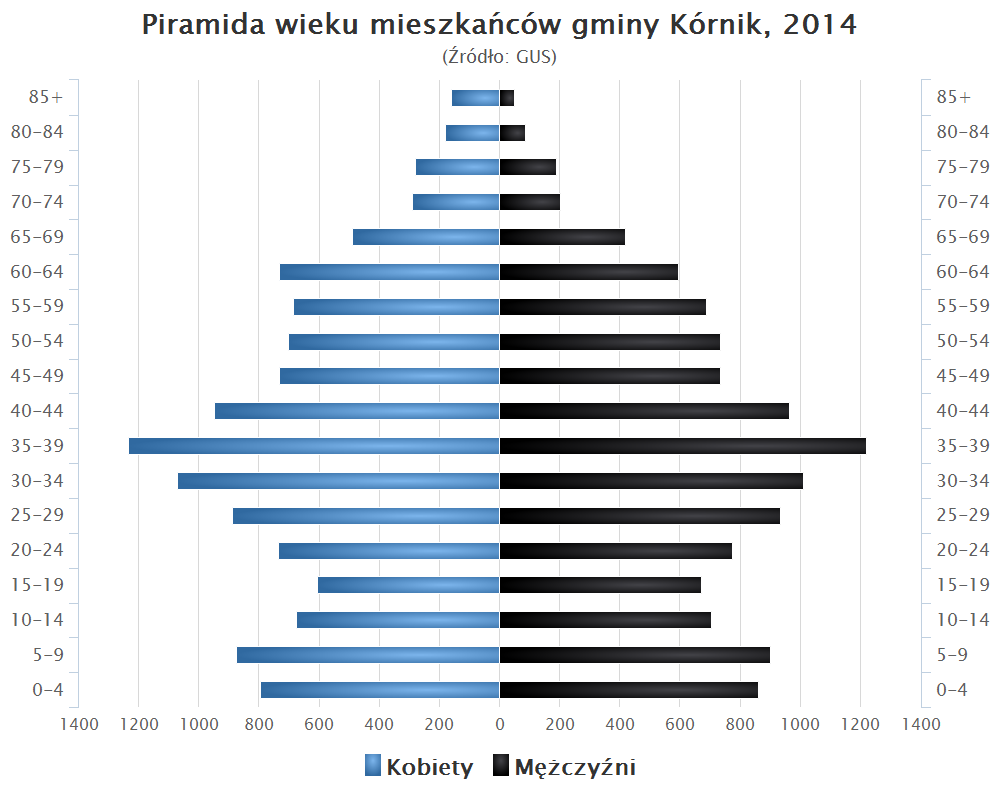
Piramida wieku mieszkańców gminy Kórnik w 2014 roku

Dane z 31 grudnia 2009:
| Opis                              | Ogółem | Ogółem | Kobiety | Kobiety | Mężczyźni | Mężczyźni |
| --------------------------------- | ------ | ------ | ------- | ------- | --------- | --------- |
| jednostka                         | osób   | %      | osób    | %       | osób      | %         |
| populacja                         | 20 080 | 100    | 10 202  | 50,8    | 9878      | 49,2      |
| gęstość zaludnienia (mieszk./km²) | 108    | 108    | 54,9    | 54,9    | 53,1      | 53,1      |

## Sołectwa
Biernatki, Błażejewko, Błażejewo, Borówiec, Czołowo, Czmoniec, Czmoń, Dachowa, Dębiec, Dziećmierowo, Gądki, Kamionki, Konarskie, Koninko, Kromolice, Mościenica, Pierzchno, Prusinowo, Radzewo, Robakowo, Runowo, Skrzynki, Szczodrzykowo, Szczytniki, Żerniki.

## Sąsiednie gminy
Kleszczewo, Mosina, Poznań, Śrem, Środa Wielkopolska, Zaniemyśl